# 仙台市地下鉄南北線
南北線（なんぼくせん）は、宮城県仙台市泉区の泉中央駅から同市太白区の富沢駅を結ぶ仙台市交通局の地下鉄路線。ラインカラーは緑。路線記号は○N。
事業名称は、仙塩広域都市計画 都市高速鉄道第1号 仙台市高速鉄道南北線。事業延長は15.56 km（地下式11.65 km）。
1987年の開業当初から全列車が4両編成で、ワンマン運転が行われている。原則自動運転で運行されている。他線と線路が繋がっていない独立した路線であり、直通運転はない。
2015年12月6日に同じ仙台市交通局の東西線が開業するまでは、仙台市及び東北地方唯一の地下鉄であった。そのため当路線を指して「仙台市地下鉄」や「仙台市営地下鉄」と呼ぶこともあった。また、開業当時の仙台市はまだ政令指定都市ではなく、政令市ではない都市が地下鉄を運営するのは札幌市（開業の翌年の1972年に政令市移行）に次ぎ2例目であった。

## 歴史
1960年代以降の高度経済成長で仙台市郊外も住宅建設が急増していった。隣接する泉市（現在の仙台市泉区）における宅地開発はより加速度を増しており、増え続ける住宅団地に交通網が追い付かない状況であった。特に県道仙台泉線の渋滞は酷く、自動車だけではなくバスも需要が逼迫しており、これらの緩和には地下鉄が必要との仙台市の審議会の勧告を受けて1981年に着工された。 地下鉄の計画自体は1963年（昭和38年）から仙台市が導入に向けて調査を開始していたが、仙台市は規模が小さいことやオイルショックなどから、なかなか具体的な進展には至らなかった。
都心流入のバスを減らすために、一部の駅にバスプールを併設し、バス・地下鉄乗り継ぎを促すバス系統と運賃体系が整備・運用されている。泉中央駅や長町南駅のように地下鉄とバスの乗り継ぎが一般化した駅もある一方で、北仙台駅のように一部の路線を除きバスプールに乗り入れずに都心に直通する例も見られる。
この他、地下鉄のみで都心に通勤・通学する人達の需要に応えた形で、沿線のマンション建設が活発化した。
開業時期は丁度バブル景気期であったため、都心の地価が高騰しており、地下鉄によって泉中央に業務機能が分散して地価上昇を抑える助けとなり、泉中央の都市化が進んだ。
開業前の仙台市による利用者数予測では、開業時点で一日当たり22.5万人、開業20年目の2007年には33万人となる計画であった。実際には、開業初年度は一日平均11万人で、その後は増加傾向で推移したものの、1995年の16.7万人をピークに微減傾向となった。近年は再び増加し、2016年度の一日平均乗車人員は18.7万人（年間約6,818万人）となっている。

## 路線データ
- 路線距離（営業キロ）：14.8 km
- 軌間：1,067 mm
- 駅数：17駅（起終点駅含む）
- 複線区間：全線
- 電化区間：全線（直流1,500 V・架空電車線方式）
- 地上区間：泉中央 - 黒松間、長町南 - 富沢間
- 1編成の両数：4両
- ホーム最大対応両数：6両
- 最高速度：75 km/h[1]
- 建設工法
  - 黒松付近 - 北四番丁付近：NATM工法（駅部は開削工法）[7]
  - 北四番丁付近 - 愛宕橋付近：シールド工法（駅部は開削工法）[7]
  - 愛宕橋付近 - 富沢付近：開削工法（一部はシールド工法）[7]

八乙女  - 北四番丁までの5.8 kmの区間は、青函トンネルや上越新幹線の山岳トンネル工事で実績のある日本鉄道建設公団（現・独立行政法人鉄道建設・運輸施設整備支援機構）が、1980年（昭和55年）12月に仙台市より受託して建設した。

## 沿革
- 1963年（昭和38年）9月1日 - 仙台市交通対策委員会を設置し、「広域都市的発展に即応する陸上交通網の整備について」が諮問される[9]。
- 1969年（昭和44年）6月16日 - 仙台市交通計画委員会を設置し、仙台市を中心とする都市交通の基本計画「特に高速大量輸送計画」が諮問される[9]。
- 1971年（昭和46年）5月25日 - 仙台陸運局長より仙台地方陸上交通審議会に「東北の中核都市における都市交通のありについて」が諮問される[9]。
- 1972年（昭和47年）3月29日 - 仙台市議会に「都市交通に関する調査特別委員会」を設置[9]。
- 1974年（昭和49年）3月18日 - 仙台陸運局長より仙台地方陸上交通審議会に「仙台都市圏における大量高速輸送機関を中心とする公共交通機関整備に関する基本的計画の検討について」が諮問される[9]。
- 1978年（昭和53年）
  - 5月26日 - 仙台市議会において「高速鉄道の建設と経営に関する件」議決される[9]。
  - 6月10日 - 運輸大臣（当時）に南北線の地方鉄道事業免許を申請[9]。
- 1980年（昭和55年）
  - 4月1日 - 仙台市交通局に高速鉄道建設本部を設置[9]。
  - 5月30日 - 地方鉄道事業免許を取得[9]。
- 1981年（昭和56年）
  - 5月7日 - 泉崎東工区で起工式を開催、島野仙台市長（当時）ら関係者約100名が参加した[10]。この時点で1985年10月1日の開業を予定、事業費は2,614億を計画[10]。建設工事着工。
- 1986年（昭和61年）
  - 7月1日 - 日本鉄道建設公団より委託工区 八乙女 - 北四番丁間の竣工施設引渡し式を開催[9]。
  - 8月4日 - 5日 - 台風10号から変化した温帯低気圧による雨の、仙台市における降り始めからの雨量が402 mmに及び、観測開始以来過去最大になった[注釈 2][11]（8.5水害）。この豪雨により長町駅および長町南駅のホーム階が天井近くまで水没し、使用不能になった機器類の復旧のため開業目標が約3か月延期された[4]。
  - 9月26日 - 八乙女駅 - 富沢駅間全線レール締結式[12]。
- 1987年（昭和62年）
  - 1月30日 - 八乙女駅 - 富沢駅間全線試運転開始[12]。
  - 7月15日 - 八乙女駅 - 富沢駅間開業[9][13]。
- 1988年（昭和63年）
  - 3月1日 - 泉市が仙台市に編入合併されたため、全線が仙台市内となった。
  - 7月22日 - 八乙女駅 - 泉中央駅間延伸の鉄道事業免許[12]。
- 1989年（平成元年）
  - 4月1日 - 仙台市が政令指定都市に移行。
  - 9月から10月 - 連続放火事件[14]。
  - 11月9日 - 泉中央駅 - 八乙女駅間の工事着手[12][15]。
- 1992年（平成4年）7月15日 - 泉中央駅 - 八乙女駅間延伸開業[16]。
- 1993年（平成5年）8月1日 - プリペイドカードシステム導入[12]。
- 2004年（平成16年）3月19日 - ダイヤ改正実施。新幹線到着時刻の変更に対応し、毎週金曜日の最終便を増発[12]。
- 2006年（平成18年）12月18日 - 富沢車両基地 - 富沢間で回送中の列車が脱線事故。
- 2007年（平成19年）
  - 3月1日 - 緊急地震警報システム導入[12][17]。
  - 5月26日 - 運行管理システムを更新[18]。それに伴い駅の発車ベルが発車メロディーに変更、放送は富沢方面が女声で泉中央方面が男声となり[18]、電車接近放送を英語でも行う。
- 2008年（平成20年）12月12日 - 列車停止位置の変更を完了。
- 2009年（平成21年）
  - 2月14日 - 緊急地震速報の情報提供開始[12]。
  - 10月17日 - 富沢駅で可動式ホーム柵の運用開始[19]。他の駅も以後順次設置・運用開始。
- 2010年（平成22年）2月20日 - 泉中央駅を最後に、全駅で可動式ホーム柵供用開始。
- 2011年（平成23年）
  - 3月11日 - 東北地方太平洋沖地震（東日本大震災）により、全線運休。
  - 3月14日 - 旭ヶ丘駅と台原駅との間にある渡り線[注釈 3]を用いた台原折り返し運行により、台原駅 - 富沢駅間で運転再開[4][20]。台原駅 - 泉中央駅間は修復工事のため運休、5月までの予定でバス代行[21]。
  - 4月29日 - 泉中央駅 - 台原駅間で運転再開[22][23]。JR東日本の技術協力等により工期を短縮、予定より1か月早く「震災復興キックオフデー」に合わせて全線再開を実現。
- 2014年（平成26年）12月6日 - IC乗車カード「icsca」導入[24]。
- 2015年（平成27年）
  - 2月4日 - 駅ナンバリング表示工事開始[2]。3月上旬に全駅完了。
  - 3月14日 - JR東日本のダイヤ改正時と併せて、ナンバリング供用開始。
  - 2月28日 - 駅構内売店が閉店。この後7-8月にファミリーマートにリニューアルオープン。
  - 7月1日 - 愛宕橋、河原町、長町一丁目、長町の各駅における駅業務の委託を開始[12]。以降、2019年（平成31年）までに黒松、旭ヶ丘、台原、北仙台、北四番丁、五橋の各駅も業務委託化。
  - 12月6日 - 東西線開業に伴うダイヤ改正実施。副駅名広告使用開始。東西線開業に伴い車内自動放送更新。
- 2016年（平成28年）3月26日 - IC乗車カード「Suica」が利用可能となる。
- 2017年（平成29年）
  - 2月14日 - 各駅列車接近放送更新、泉中央方面発車メロディー変更。
  - 12月3日 - ダイヤ改正実施。朝ラッシュ時の運行間隔を短縮、日中時間帯の出車時刻を1分30秒繰り下げ[25]。
- 2018年（平成30年）
  - 10月 - 各駅ホームの非常列車停止ボタン並びにインターホンの移設工事を完了。
  - 11月20日 - 長町南駅ホームの発車標をLCD式に更新。以降他駅でも順次更新工事を実施[26]。
- 2019年（平成31年）
  - 3月2日 - 各駅案内表示器に列車の発車時刻表示を開始[27]。
- 2022年（令和4年）7月11日 - 五橋駅に駐輪場が完成し、南北線全駅の駐輪場整備が完了[28]。
- 2023年（令和5年）
  - 1月10日 - 泉中央駅の副駅名を「ベガルタ仙台・ユアスタ前」と命名[29]。
  - 7月1日 - ダイヤ改正実施。平日日中と土・休日の運行間隔を従来の7分30秒から最大10分00秒へ変更[30]。
- 2024年（令和6年）10月24日 - 3000系営業運転開始[31]。

## 沿線風景

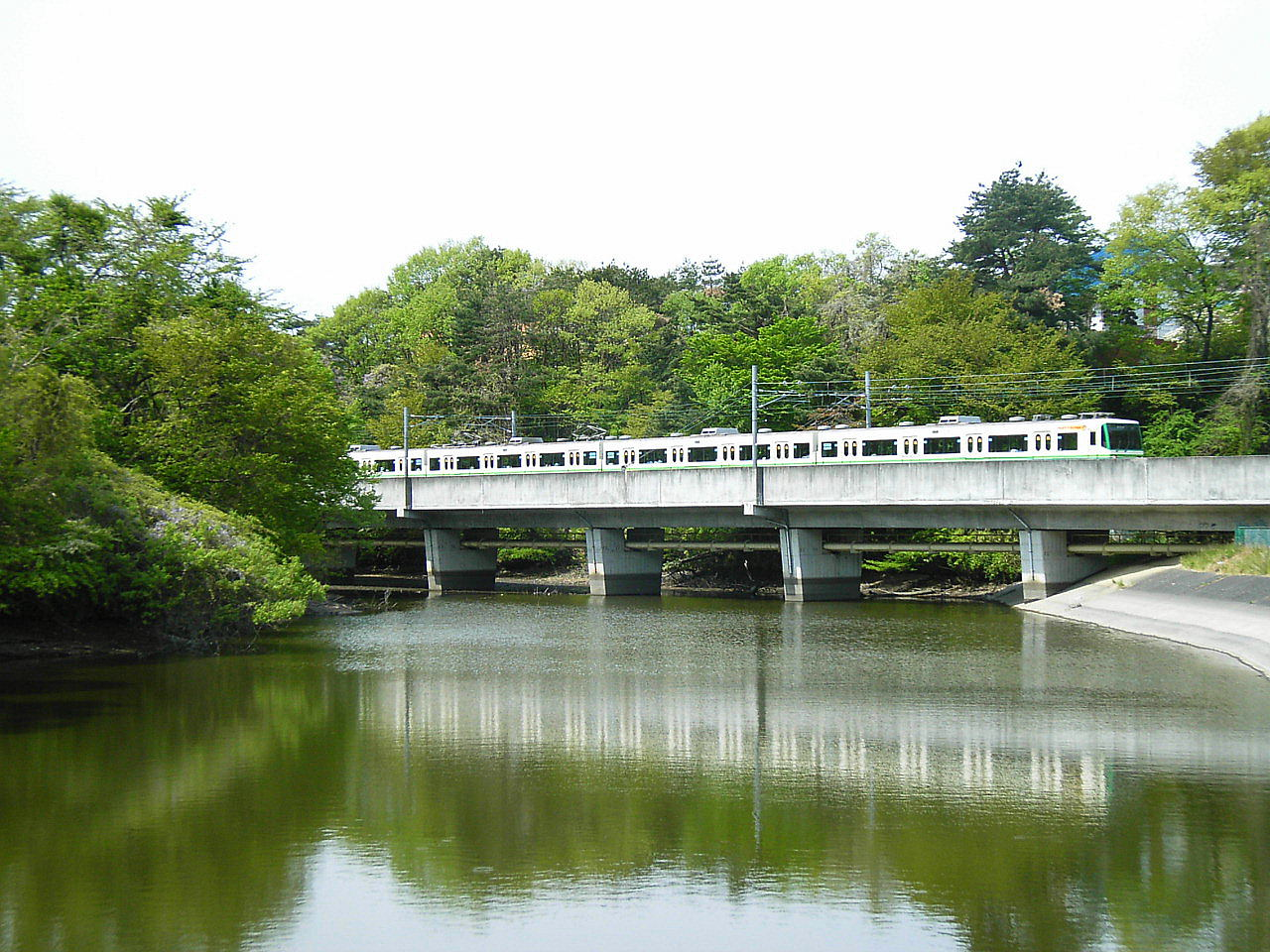
八乙女駅 - 黒松駅間で真美沢堤を越える南北線の車両。

仙台市地下鉄南北線は、仙台市泉区の泉中央地区にある泉中央駅から、北仙台、仙台市都心部、長町を通って、仙台市太白区の富沢に至る路線である。路線の大部分は地下線だが、両端では高架線あるいは地上線となっている。地形との関係については仙台の地形の項目を参照。
泉中央 - 八乙女 - 黒松
泉中央と八乙女は泉中央地区にある駅である。泉中央駅は開業してから5年後の1992年に延伸開業して設けられた駅であり、地下に位置する。駅を出るとすぐに高架区間となり、仙台スタジアム（ユアテックスタジアム仙台）と七北田公園の間を走り抜ける。天候によっては遠くに泉ヶ岳の姿を望むこともできる。その後、七北田川を渡り終えると八乙女駅に到着する。この駅は高架駅で、かつての終点であった。七北田川の南北両岸は、北から「将監団地がある富谷丘陵→泉中央がある七北田川北岸河岸段丘→七北田川→八乙女がある七北田川南岸河岸段丘→黒松がある七北田丘陵」というように「高・低・高」となるため、地下駅の泉中央を出ると地上に出て、七北田川を橋で渡河してそのまま八乙女が高架駅となり、同じ高さのまま丘陵地中腹にトンネルで入って黒松（くぼ地）で半地下駅となっていく。なお、七北田川北岸の泉中央と南岸の八乙女の両者は、一体的な都市機能を持っている。地下鉄開業前にほとんど開発されていなかったこの地区は、地下鉄の開業で業務・商業地区となり、かつマンションが林立する地区へと大きく変化した。
黒松 - 旭ヶ丘 - 台原 - 北仙台
黒松から台原までは七北田丘陵の住宅地となっている。八乙女駅を出ると短いトンネルがあり、それを抜けると森や沼、小規模な団地の風景を見ることができる。しばらく進むと黒松駅に到着する。この駅は半地下型の駅で、天気が良い日にはホームに薄く光が差し込む。黒松駅から先は地下区間となるが、旭ヶ丘では駅の構造上台原森林公園を文字通り垣間見ることができる（両駅間のトンネルの名称は「旭ヶ丘隧道」）。これは旭ヶ丘駅が七北田川の支流によって造られたV字谷の崖の一部を利用して建設されているためで、駅の西側にV字谷を作った小川と台原森林公園、駅のホーム上から東側が崖上の旭ヶ丘地区となっている。なお、このV字谷を通って仙台川沿いから八乙女駅方面に仙台鉄道が通っていた。旭ヶ丘駅を出ると完全な地下区間となり、終点の富沢駅付近までひたすら地下を走る。
北仙台 - 北四番丁
北仙台からは平地部分の地下となる。当線における最高速度75 km/hに達する区間。北仙台地区は仙台城の城下町の北端に当たる。奥州街道（後の国道4号）が通り、仙台鉄道と鉄道省が北仙台駅を設置し、仙台鉄道廃止後は宮城交通のバスターミナルともなって仙台の北の交通の要衝であった。現在、北の交通ターミナルの地位は泉中央に譲っている。地下鉄開業前からマンションがいくつもあったが、地下鉄の開業で北仙台 - 北四番丁の地区はマンション林立地区に変化した。但し物販は最寄り品が中心で、買回品や専門品の商業の集積はあまりない。
北四番丁 - 勾当台公園 - 広瀬通 - 仙台 - 五橋
この区間は仙台市都心部にあたり、駅間距離も短い。北四番丁から勾当台公園までの区間は県庁・市役所の北側の業務地区「二日町」となっており、公共事業関連業種や自治体外郭団体事務所、及び指定金融機関などの集中地区となっている。ここでは一番町・中央通り・仙台駅西口や業務地区を縫うように走る。歓楽街の国分町は勾当台公園駅が最寄り駅である。南北線仙台駅のホームは地下3階にある。その他の仙台駅地下構造については仙台駅参照。
五橋 - 愛宕橋 - 河原町 - 長町一丁目
この区間は広瀬川北岸の川沿い地下を走る。江戸時代から続く老舗の店や職人町がある下町地区であるが、最近は都心部に近いため、マンション建設も活発化している。
長町一丁目 - 長町 - 長町南
この3駅は長町地区内にある。長町一丁目から長町までは奥州街道の宿場町「長町宿」時代からの商店街の歴史がある。広瀬川左岸の城下町地区に対し、広瀬川右岸の長町宿は江戸の内藤新宿のような立場であったため、歓楽街的要素も残る。長町地区は仙台の南の商業中心であり、現在、大規模開発が進んでいる。
長町南 - 富沢
黒松駅から地下区間が続いていたが、富沢駅に到着する直前に再び高架区間となる。この付近は以前一面の水田地帯で、仙台市体育館以外は目立ったものがなかったが、現在は新興住宅街が形成されている。なお、車両基地（富沢車両基地）は富沢の南方に位置し、それに隣接して仙台市電保存館がある。

## 運行形態
全列車が、泉中央駅 - 富沢駅間を通しで運転される。運行間隔は、平日日中と土・休日（早朝と深夜を除く）が8〜10分間隔、平日朝ラッシュ時が3〜4分間隔、平日夕ラッシュ時が5分半間隔となっている。
なお終電は、仙台駅発車時刻が富沢行・泉中央行ともに23:59である。2023年7月1日のダイヤ改正以前は、金曜日と金曜が祝日となる場合の木曜日に限り、その日に運行される東京駅発東北新幹線の臨時列車「やまびこ249号」（仙台駅23:52着）との連絡を目的に、富沢行・泉中央行24:11発の列車が運転されていた。

## 車両
- 1000系
- 3000系 - 耐用年数を迎える1000N系の置き換えを目的に、2024年（令和6年）秋より導入開始[33]。同年10月24日営業運転開始[31]。

建設当初からワンマン運転を前提にしていたため、運転士による安全確認を容易にするために、全駅とも直線の島式ホームで統一され、車両の運転席は進行方向に対して右側に設置されている。4両編成の列車が運行されているが、各駅のホーム（6両編成に対応した130 m長）や車両番号は6両編成まで対応できるようになっている。2003年度を目途に一部の4両編成の列車を6両編成に増結する計画があったが見送られ、事実上凍結となっている。ただし、各駅ホームの両端には機械室、電気室を配置しており、将来的に6両編成でも輸送力の限界に達した場合、機械室、電気室を移設することで、トンネルを改造することなく車両の増結に対応できる構造としている。これは東京の地下鉄のように、既存路線の混雑緩和のためにバイパスとなる新路線を建設することは、仙台市のような地方都市では難しいためである。
仙台市を走るJR線のうち、仙石線とは同じ直流電化であるが、信号等の運転・保安上のシステムが異なり、仙石線以外のJR線とは、電化方式も運転・保安上のシステムも異なる。また仙台市地下鉄東西線とは、車両の規格が異なる。仮に他路線への直通運転を行う場合には、これらの相違を解決する必要がある。南北線は他路線との直通運転を行っていないにもかかわらず、電動機出力などに制約がある1,067 mm幅の狭軌を採用しているが、これは将来の仙石線との直通運転や車両基地を共用することなどが計画されていたためである。
地上部の架線（電車線）には自動饋電区分装置が設けられており、パンオーバーを防いでいるだけではなく、安定した回生ブレーキ動作に寄与している。

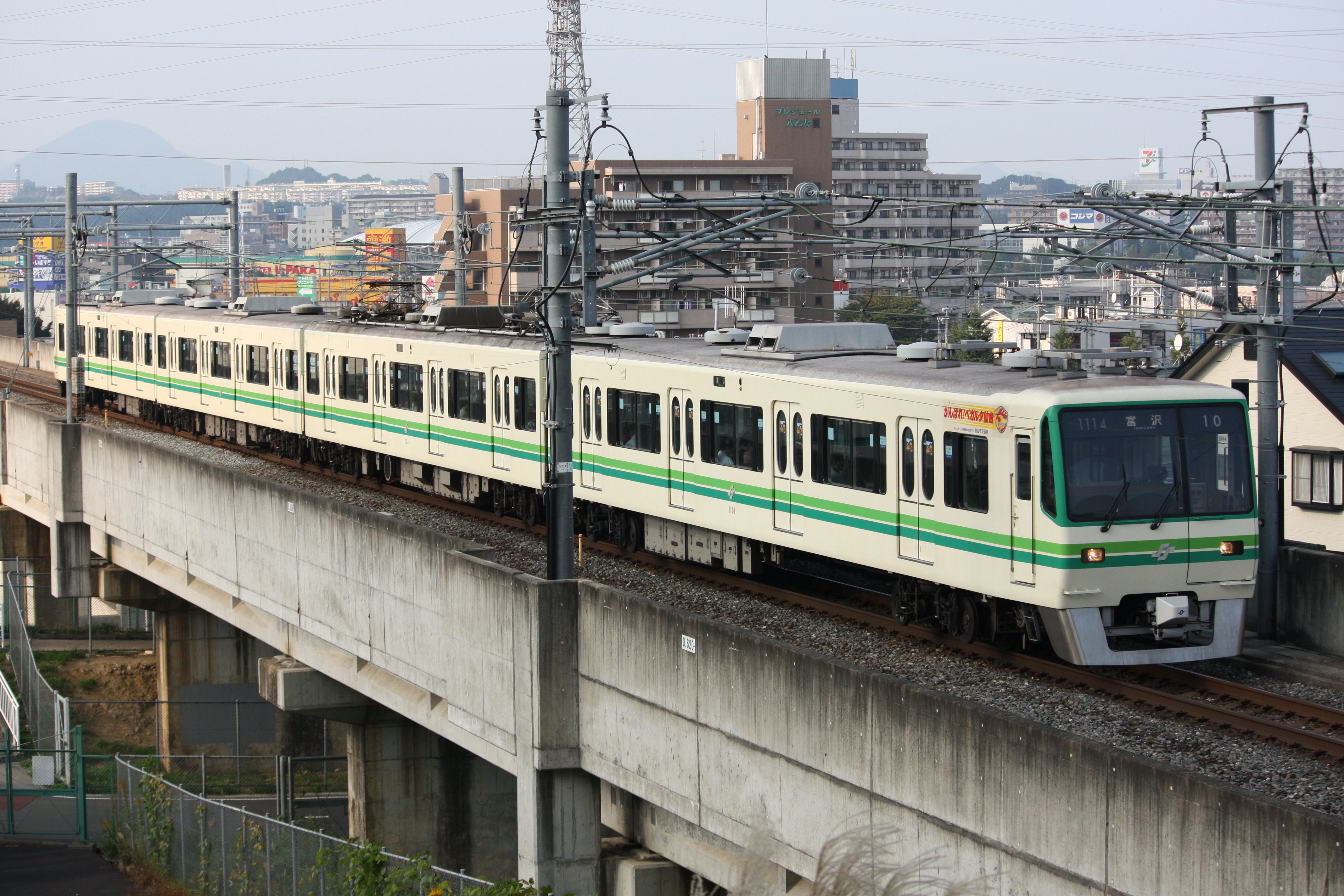
1000系
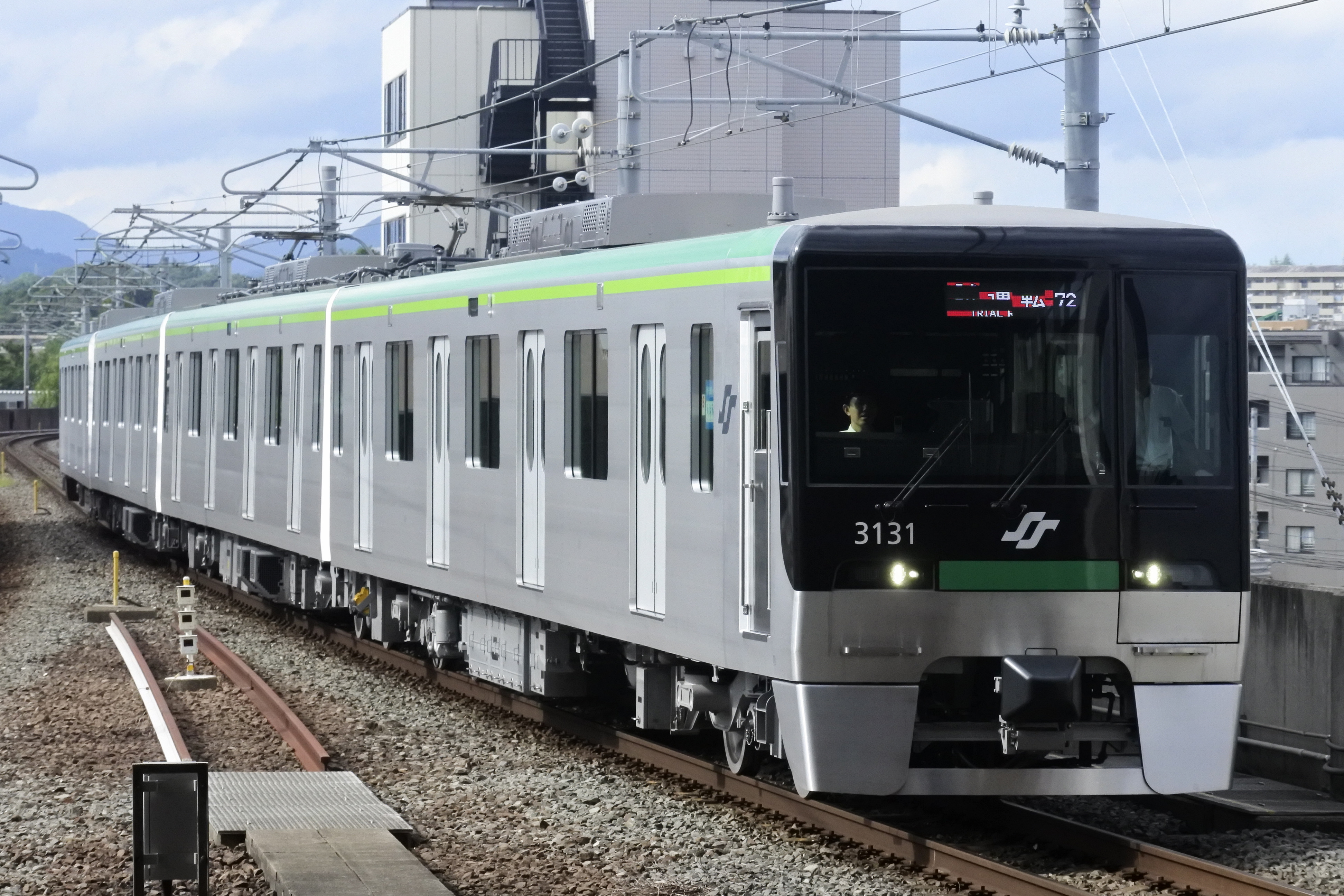
3000系

## 駅一覧
全駅とも宮城県仙台市に所在。
| 駅番号 | 駅名                                                        | 駅間 キロ | 営業 キロ | 接続路線 | 地上／地下 | 所在地                                 | 所在地 |
| 駅番号 | 駅名                                                        | 駅間 キロ | 営業 キロ | 接続路線 | 地上／地下 | 位置                                   | 行政区 |
| ------ | ----------------------------------------------------------- | --------- | --------- | --- | ---------- | -------------------------------------- | ------ |
| N01    | 泉中央駅 （ベガルタ線・ユアスタ前）                         | -         | 0.0       | | 地下       | 北緯38度19分23.4秒 東経140度52分50.8秒 | 泉区   |
| N02    | 八乙女駅 （セレニティホスピス八乙女前）                     | 1.2       | 1.2       | | 地上区間   | 北緯38度18分46.4秒 東経140度53分2.5秒  | 泉区   |
| N03    | 黒松駅 （平和住宅情報センター本店前）                       | 1.3       | 2.5       | | 地上区間   | 北緯38度18分11.4秒 東経140度53分11秒   | 泉区   |
| N04    | 旭ヶ丘駅 （日立システムズホール仙台前）                     | 0.8       | 3.3       | | 地下区間   | 北緯38度17分44.1秒 東経140度53分1秒    | 青葉区 |
| N05    | 台原駅                                                      | 1.0       | 4.3       | | 地下区間   | 北緯38度17分18.6秒 東経140度52分42.6秒 | 青葉区 |
| N06    | 北仙台駅                                                    | 1.1       | 5.4       | 東日本旅客鉄道：■仙山線 | 地下区間   | 北緯38度16分56.1秒 東経140度52分6.6秒  | 青葉区 |
| N07    | 北四番丁駅                                                  | 1.2       | 6.6       | | 地下区間   | 北緯38度16分19.1秒 東経140度52分8.6秒  | 青葉区 |
| N08    | 勾当台公園駅 （県庁 市役所前） （久保田ホールディングス前） | 0.7       | 7.3       | | 地下区間   | 北緯38度15分58.9秒 東経140度52分16.8秒 | 青葉区 |
| N09    | 広瀬通駅 （一番町 中央通り）                                | 0.6       | 7.9       | | 地下区間   | 北緯38度15分46.4秒 東経140度52分32.1秒 | 青葉区 |
| N10    | 仙台駅                                                      | 0.6       | 8.5       | 仙台市地下鉄：■東西線 (T07) 東日本旅客鉄道： 東北新幹線・秋田新幹線・北海道新幹線、■東北本線・仙石東北ライン・■仙台空港アクセス線・■常磐線、■仙山線、■仙石線（あおば通駅） | 地下区間   | 北緯38度15分36.5秒 東経140度52分47秒   | 青葉区 |
| N11    | 五橋駅 （東北学院大学前）                                   | 0.9       | 9.4       | | 地下区間   | 北緯38度15分6.7秒 東経140度52分51.6秒  | 青葉区 |
| N12    | 愛宕橋駅                                                    | 0.6       | 10.0      | | 地下区間   | 北緯38度14分50.2秒 東経140度52分55.3秒 | 若林区 |
| N13    | 河原町駅                                                    | 0.9       | 10.9      | | 地下区間   | 北緯38度14分28秒 東経140度53分15.7秒   | 若林区 |
| N14    | 長町一丁目駅 （市立病院前）                                 | 0.8       | 11.7      | | 地下区間   | 北緯38度14分2.7秒 東経140度53分14.6秒  | 太白区 |
| N15    | 長町駅 （IKEA仙台前）                                       | 0.7       | 12.4      | 東日本旅客鉄道：■東北本線・■常磐線・■仙台空港アクセス線 | 地下区間   | 北緯38度13分41.9秒 東経140度53分5.5秒  | 太白区 |
| N16    | 長町南駅                                                    | 0.9       | 13.3      | | 地下区間   | 北緯38度13分28.6秒 東経140度52分34.9秒 | 太白区 |
| N17    | 富沢駅 （カメイアリーナ仙台前）                             | 1.5       | 14.8      | | 地上       | 北緯38度12分51.1秒 東経140度52分14秒   | 太白区 |

- 各駅ともホームは1番線・富沢方面が赤色、2番線・泉中央方面が青色となっており、駅名標など各案内表示やホームドアの色も統一されている。また、接近放送・発車放送も1番線が女声、2番線が男声と統一されている。
- 仙石線は地下鉄仙台駅ホーム北端および同駅コンコース北寄りで直結しているあおば通駅での乗り換えが推奨されている。ただしJRの乗車区間によっては仙台駅東西地下自由通路を介して仙石線仙台駅から乗車する方が割安な場合もある。
- 上表で背景が緑色（■）の駅（=泉中央・八乙女・旭ヶ丘・台原・北仙台・長町・長町南）は、開業時から2015年まで「乗継指定駅」とされていた。乗継指定駅とバスの乗継指定停留所[注釈 8]相互の乗り換えで、利用運賃が40円割引される制度が設定され、スキップカード（地下鉄・バス共通磁気カード）もしくは地下鉄券売機・バス車内で乗継券を購入した場合にのみ適用されていた。現在はスキップカードを含む磁気カード乗車券の販売と利用が終了しているため、この制度は廃止されている。
- 市交通局は副駅名広告を販売している。2028年3月31日までは、以下の駅における駅名標や車内案内放送などで副駅名が併記される。

| 駅名       | 広告主                         | 表示名                     |
| ---------- | ------------------------------ | -------------------------- |
| 八乙女     | 株式会社エヌエスケア仙台       | セレニティホスピス八乙女前 |
| 勾当台公園 | 株式会社久保田ホールディングス | 久保田ホールディングス前   |

## ICカード
ICカード乗車券「icsca」が利用可能（Suicaなど全国相互利用可能カードにも対応）。icscaを利用する場合に限り、南北線全駅と市バス（るーぷる仙台、宮城球場シャトルバスを除く）・宮城交通・ミヤコーバス（高速バスを除く）とを60分以内に乗り継ぐことで、ポイントが付与されるサービスがある。

## 携帯電話
携帯電話サービスについては、全駅及び駅間のトンネル内において、NTTドコモ・au・ソフトバンクの通信・通話が利用可能。

## 振替輸送
富沢駅 - 台原駅間はJRとの代替輸送（振替輸送）対象路線に指定されており、当該区間が運転見合わせとなった場合は、東北本線（太子堂駅・仙台駅間）・仙山線（仙台駅・北仙台駅間）への振替乗車が認められる場合がある。

## 延伸構想
かつては仙台鉄道が通り、現在は仙台のベッドタウンとなっている富谷市や大和町からは、国道4号等の幹線道路が慢性的渋滞に悩まされるようになったことから泉中央以北（明石台 新富谷ガーデンシティ）への延伸の要望がある。
名取市でも延伸の要望がある。